# Romano Penna
Monsignor Romano Penna (Castiglione Tinella, 6 marzo 1937 – Verduno, 18 gennaio 2025) è stato un presbitero, biblista e traduttore italiano di fama internazionale, noto in particolare per i suoi studi su Paolo di Tarso e la sua Lettera ai Romani.

## Biografia
Nato a Castiglione Tinella, presbitero della Diocesi di Alba dal 1960, studiò presso la Pontificia Università Gregoriana di Roma e il Pontificio Istituto Biblico di Roma dove si addottorò nel 1974 con la tesi Lo spirito di Cristo. Cristologia e pneumatologia secondo un'originale formulazione paolina (pubblicazione: Roma, 1976) sotto la guida del futuro cardinale Albert Vanhoye.
Fu docente ordinario di Origini Cristiane dal 1983 nella Facoltà di Teologia della Pontificia Università Lateranense; insegnò come docente invitato anche presso la Pontificia Università Gregoriana (Roma), il Pontificio Istituto Biblico (Roma) e lo Studium Biblicum Franciscanum di Gerusalemme.
Tradusse e commentò le Lettere di Paolo nella Bibbia Einaudi (2021).
È morto il 18 gennaio 2025 all'ospedale di Verduno (Cuneo) all'età di 87 anni.

## Opere
- Lo Spirito di Cristo, 1976
- Il “Mysterion” paolino, 1978
- Essere cristiani secondo Paolo, 1979
- Letture evangeliche. Saggi esegetici sui 4 Vangeli, 1989
- L'apostolo Paolo. Studi di esegesi e teologia, 1991
- Una fede per vivere. Seguendo il filo della Lettera ai romani, 1992
- I ritratti originali di Gesù il Cristo, vol. 1, 1996
- I ritratti originali di Gesù il Cristo, vol. 2, 1999
- L'ambiente storico-culturale delle origini cristiane. Una documentazione ragionata, 2000
- Paolo di Tarso. Un cristianesimo possibile, 2000
- Vangelo e inculturazione. Studi sul rapporto tra rivelazione e cultura nel Nuovo Testamento, 2001
- Lettera agli efesini. Introduzione, versione, commento, 2001
- Lettera ai filippesi, Lettera a Filemone, 2002
- Il DNA del cristianesimo. L'identità cristiana allo stato nascente, 2004
- Lettera ai romani, vol. 1, 2004
- Lettera ai romani, vol. 2, 2006
- Gesù di Nazaret. La sua storia, la nostra fede, 2008
- Le prime comunità cristiane. Persone, tempi, luoghi, forme, credenze, 2011
- La fede cristiana alle sue origini, 2013
- La Cena del Signore. Dimensione storica ideale, 2015
- Lettera ai Romani. Introduzione, versione, commento. Volume unico, EDB, Bologna 20222
- Legge e libertà. L'originalità cristiana, Edusc, Roma 2023.
- «Ecco ora il momento favorevole». Il tempo e la storia fattori di base dell'identità cristiana, San Paolo, Cinisello Balsamo 2024